# Friedenheimer Straße (métro de Munich)
Friedenheimer Straße (en allemand : U-Bahnhof Friedenheimer Straße) est une station de la ligne U5 du métro de Munich. Elle est située dans le secteur de Laim, à Munich en Allemagne.

## Situation sur le réseau

Plan du métro (2020).

Établie en souterrain, Friedenheimer Straße est une station de passage de la ligne U5 du métro de Munich.
Dans la direction ouest-est, il se trouve directement sous la Zschokkestraße près de son intersection avec la Friedenheimer Strasse.

## Histoire
La station est inaugurée le 24 mars 1988. Son architecture est similaire à la station de métro Laimer Platz, mais n'a pas de piliers. Les parois derrière la voie sont constituées de panneaux blancs avec des bandes vertes étroites qui s'étendent en diagonale du bas à gauche au haut à droite. Le plafond de la plate-forme est recouvert de panneaux verts. Comme sa voisine, le plafond au-dessus des voies est en béton brut.

## Services aux voyageurs

### Accès et accueil
La gare est accessible depuis l'ouest par un portique, où il y a deux entrées le long du côté est de la Friedenheimer Straße et des deux côtés de la Zschokkestraße. Des escalators et des escaliers fixes mènent du sol à la plate-forme. À l'extrémité est, un ascenseur, des escalators et des escaliers fixes mènent à une mezzanine. De là, un ascenseur ainsi que des escalators et des escaliers fixes mènent à la Zschokkestrasse.

### Desserte
Friedenheimer Straße est desservie par les rames de la ligne U5.

### Intermodalité
La station n'a pas de correspondance.